# 서도밴드
서도밴드는 2021년 EP 《Moon : Disentangle》로 데뷔한 대한민국의 국악 밴드이다.

## 방송
- 싱스트릿 (2021)
- 풍류대장 - 힙한 소리꾼들의 전쟁 (2021) - 우승

## 수상
- 2019년 KBS 국악신예대상 대상
- 2019년 제11회 대한민국 대학국악제 대상
- 2018년 제12회 21C 한국음악프로젝트 장려상